# Bosón de Higgs
El bosón de Higgs o partícula de Higgs es una partícula fundamental propuesta en el modelo estándar de física de partículas. Recibe su nombre en honor a Peter Higgs, quien, junto con otros, propuso en 1964 el hoy llamado mecanismo de Higgs para explicar el origen de la masa de las partículas elementales. El bosón de Higgs constituye el cuanto del campo de Higgs (la más pequeña excitación posible de este campo). Según el modelo propuesto, no posee espín, carga eléctrica o color, es muy inestable y se desintegra rápidamente: su vida media es del orden del zeptosegundo. En algunas variantes del modelo estándar puede haber varios bosones de Higgs.
La existencia del bosón de Higgs y del campo de Higgs asociado serían el más simple de varios métodos del modelo estándar de física de partículas que intentan explicar la razón de la existencia de masa en las partículas elementales. Esta teoría sugiere que un campo impregna todo el espacio y que las partículas elementales que interactúan con él adquieren masa, mientras que las que no interactúan con él no la tienen. En particular, dicho mecanismo justifica la enorme masa de los bosones vectoriales W y Z, como también la ausencia de masa de los fotones. Tanto las partículas W y Z como el fotón son bosones sin masa propia. Los primeros muestran una enorme masa porque interactúan fuertemente con el campo de Higgs, y el fotón no muestra ninguna masa porque no interactúa en absoluto con el campo de Higgs.
El bosón de Higgs ha sido objeto de una larga búsqueda en física de partículas.
El 4 de julio de 2012, el CERN anunció la observación de una nueva partícula «consistente con el bosón de Higgs»; pero se necesitaría más tiempo y datos para confirmarlo. El 14 de marzo de 2013, el CERN, con dos veces más datos de los que disponía en su anuncio del descubrimiento en julio de 2012, se encontró que la nueva partícula se asemejaba aún más al bosón de Higgs. La manera en que interactúa con otras partículas y sus propiedades cuánticas, junto con las interacciones medidas con otras partículas, indican fuertemente que es un bosón de Higgs. Todavía permanece la cuestión de si es el bosón de Higgs del modelo estándar o quizás el más liviano de varios bosones predichos en algunas teorías que van más allá del modelo estándar.
El 8 de octubre de 2013 se concedió a Peter Higgs, junto a François Englert, el Premio Nobel de Física «por el descubrimiento teórico de un mecanismo que contribuye a nuestro entendimiento del origen de la masa de las partículas subatómicas, y que recientemente fue confirmado gracias al descubrimiento de la predicha partícula fundamental por los experimentos ATLAS y CMS en el Colisionador de Hadrones del CERN».

## Introducción general

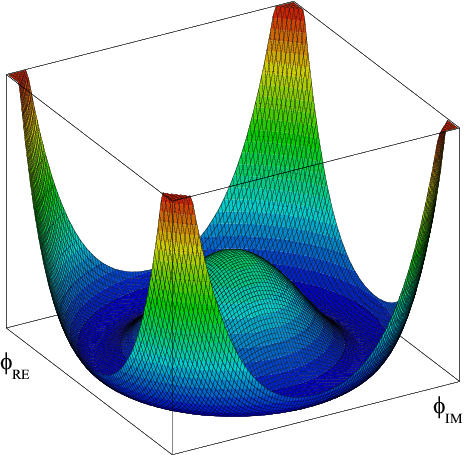
Mecanismo de Higgs. Potencial de doble pozo en una teoría de campos con ruptura espontánea de simetría.

En la actualidad, prácticamente todos los fenómenos subatómicos conocidos se explican mediante el modelo estándar, una teoría ampliamente aceptada sobre las partículas elementales y las fuerzas entre ellas. Sin embargo, en la década de 1960, cuando dicho modelo aún se estaba desarrollando, se observaba una contradicción aparente entre dos fenómenos. Por un lado, la fuerza nuclear débil entre partículas subatómicas podía explicarse mediante leyes similares a las del electromagnetismo (en su versión cuántica). Dichas leyes implican que las partículas que actúen como intermediarias de la interacción, como el fotón en el caso del electromagnetismo y las partículas W y Z en el caso de la fuerza débil, deben ser no masivas. Sin embargo, sobre la base de los datos experimentales, los bosones W y Z, que entonces solo eran una hipótesis, debían ser masivos.
En 1964, tres grupos de físicos publicaron de manera independiente una solución a este problema, que reconciliaba dichas leyes con la presencia de la masa. Esta solución, denominada posteriormente mecanismo de Higgs, explica la masa como el resultado de la interacción de las partículas con un campo que permea el vacío, denominado campo de Higgs. Peter Higgs fue en solitario uno de los proponentes de dicho mecanismo. En su versión más sencilla, este mecanismo implica que debe existir una nueva partícula asociada con las vibraciones de dicho campo, el bosón de Higgs.
El modelo estándar quedó finalmente constituido haciendo uso de este mecanismo. En particular, todas las partículas masivas que lo forman interaccionan con este campo, y reciben su masa de él. Hasta la década de 1980, no se pudo realizar ningún experimento en el que se utilizase la energía necesaria para comenzar a buscar dicho bosón, dado que la masa que se estimaba que podría tener era demasiado alta (unos cientos de veces la masa del protón).
El Gran Colisionador de Hadrones (LHC) del CERN en Ginebra, Suiza, inaugurado en 2008 y cuyos experimentos empezaron en 2010, se construyó con el objetivo principal de encontrarlo, probar la existencia del bosón de Higgs y medir sus propiedades, lo que permitiría a los físicos confirmar esta piedra angular de teoría moderna. Anteriormente también se intentó en el LEP (un acelerador previo del CERN) y en el Tevatron (de Fermilab, situado cerca de Chicago en Estados Unidos).

## Historia
| Los seis autores de las ponencias PRL de 1964, quienes recibieron el Premio Sakurai por su trabajo. De izquierda a derecha: Kibble, Guralnik, Hagen, Englert, Brout. A la derecha: Higgs |

Los físicos de partículas sostienen que la materia está hecha de partículas fundamentales cuyas interacciones están mediadas por partículas de intercambio conocidas como partículas portadoras. A comienzos de la década de 1960 se habían descubierto o propuesto un número de estas partículas, junto con las teorías que sugieren cómo se relacionaban entre sí. Sin embargo era conocido que estas teorías estaban incompletas. Una omisión era que no podían explicar los orígenes de la masa como una propiedad de la materia. El teorema de Goldstone, relacionado con la simetría continua dentro de algunas teorías, también parecía descartar muchas soluciones obvias.
El mecanismo de Higgs es un proceso mediante el cual los bosones vectoriales pueden obtener masa invariante sin romper explícitamente la invariancia de gauge. La propuesta de ese mecanismo de ruptura espontánea de simetría fue sugerida originalmente en 1962 por Philip Warren Anderson y, en 1964, desarrollada en un modelo relativista completo de forma independiente y casi simultáneamente por tres grupos de físicos: por François Englert y Robert Brout; Las propiedades del modelo fueron adicionalmente consideradas por Guralnik en 1965 y Higgs en 1966. Los papeles mostraron que cuando una teoría de gauge se combina con un campo adicional que rompe espontáneamente la simetría del grupo, los bosones de gauge pueden adquirir consistentemente una masa finita. En 1967, Steven Weinberg y Abdus Salam fueron los primeros en aplicar el mecanismo de Higgs a la ruptura de la simetría electrodébil y mostraron cómo un mecanismo de Higgs podría incorporarse a la teoría electrodébil de Sheldon Glashow, en lo que se convirtió en el modelo estándar de física de partículas.
Los tres artículos escritos en 1964 fueron reconocidos como un hito durante la celebración del aniversario 50.º de la Physical Review Letters. Sus seis autores también fueron galardonados por su trabajo con el Premio de J. J. Sakurai para física teórica de partículas (el mismo año también surgió una disputa; en el evento de un Premio Nobel, hasta 3 científicos serían elegibles, con 6 autores acreditados por los artículos). Dos de los tres artículos del PRL (por Higgs y GHK) contenían ecuaciones para el hipotético campo que finalmente se conocería como el campo de Higgs y su hipotético cuanto, el bosón de Higgs. El artículo subsecuente de Higgs, de 1966, mostró el mecanismo de decaimiento del bosón; solo un bosón masivo puede decaer y las desintegraciones pueden demostrar el mecanismo.
En el artículo de Higgs el bosón es masivo, y en una frase de cierre Higgs escribe que "una característica esencial" de la teoría "es la predicción de multipletes incompletos de bosones escalares y vectoriales". En el artículo de GHK el bosón no tiene masa y está desacoplado de estados masivos. En los exámenes de 2009 y 2011, Guralnik afirma que en el modelo GHK el bosón es solo en una aproximación de orden más bajo, pero no está sujeta a ninguna restricción y adquiere masa a órdenes superiores y agrega que el artículo de GHK fue el único en mostrar que no hay ningún bosón de Goldstone sin masa en el modelo y en dar un completo análisis del mecanismo general de Higgs.
Además de explicar cómo la masa es adquirida por bosones de vector, el mecanismo de Higgs también predice la relación entre las masas de los bosones W y Z, así como sus acoplamientos entre sí y con el modelo estándar de cuarks y leptones. Posteriormente, muchas de estas predicciones han sido verificados por precisas mediciones en los colisionadores LEP y SLC, confirmando abrumadoramente que algún tipo de mecanismo de Higgs tiene lugar en la naturaleza, pero aún no se ha descubierto la manera exacta por la que sucede. Se espera que los resultados de la búsqueda del bosón de Higgs proporcione evidencia acerca de cómo se realiza esto en la naturaleza.

### Arrinconando al bosón de Higgs
Antes del año 2000, los datos recogidos en el Large Electron-Positron collider (LEP) en el CERN para la masa del bosón de Higgs del modelo estándar, habían permitido un límite inferior experimental de 114.4 GeV/c2 con un nivel de confianza del 95% (CL). El mismo experimento ha producido un pequeño número de eventos que podrían interpretarse como resultantes de bosones de Higgs con una masa de alrededor de 115 GeV, justo por encima de este corte, pero el número de eventos fue insuficiente para sacar conclusiones definitivas.
En el Tevatrón del Fermilab, también hubo experimentos en curso buscando el bosón de Higgs. A partir de julio de 2010, los datos combinados de los experimentos del CDF y el DØ en el Tevatron eran suficientes para excluir al bosón de Higgs en el rango de 158 -175 GeV/c2 al 95% de CL.
Resultados preliminares a partir de julio de 2011 extendieron la región excluida para el rango de 156-177 GeV/c2 al 95% de CL.
La recopilación de datos y análisis en la búsqueda de Higgs se intensificaron desde el 30 de marzo de 2010, cuando el LHC comenzó a operar en 3,5 TeV. Resultados preliminares de los experimentos ATLAS y CMS del LHC, a partir de julio de 2011, excluyen un bosón de Higgs de modelo estándar en el rango de masa 155-190 GeV/c2
y 149-206 GeV/c2,
respectivamente, en el 95% CL.
A partir de diciembre de 2011 la búsqueda se había estrechado aproximadamente a la región de 115–130 GeV con un enfoque específico alrededor de 125 GeV, donde tanto el experimento del ATLAS y el CMS informan independientemente de un exceso de eventos,

. Esto significaba que, en este rango de energía, se detectaron, en un número mayor que el esperado, patrones de partículas compatibles con la desintegración de un bosón de Higgs. Los datos eran insuficientes para mostrar si estos excesos se debían a fluctuaciones de fondo (es decir, casualidad aleatoria u otras causas), y su significado estadístico no era lo suficientemente grande como para sacar conclusiones o ni siquiera para contar formalmente como una "observación". Pero el hecho de que dos experimentos independientes hubieran mostrado excesos alrededor de la misma masa  entusiasmó considerablemente la comunidad de la física de partículas.
El 22 de diciembre de 2011, la colaboración de DØ también reportó limitaciones sobre el bosón de Higgs dentro del modelo estándar mínimamente supersimétrico (MSSM), una extensión del modelo estándar. Colisiones protón-antiprotón (pp) con una energía de masa de 1,96 TeV les había permitido establecer un límite superior para la producción del bosón de Higgs dentro de MSSM desde 90 hasta 300 GeV y excluyendo tan β > 20-30 para masas del bosón de Higgs por debajo de 180 GeV (tan β es la relación de los dos valores de la expectativa del vacío del doblete de Higgs).
Por todo esto, a finales de diciembre de 2011, se esperaba que el LHC pudiera proporcionar datos suficientes para excluir o confirmar la existencia del bosón de Higgs del modelo estándar para finales de 2012, cuando se hubiera examinado la colección de datos de 2012 (en energías de 8 TeV).
Durante la primera parte de 2012, los dos grupos de trabajo del LHC continuaron con las actualizaciones de los datos tentativos de diciembre de 2011, que en gran medida se estaban confirmando y desarrollando aún más. También estuvieron disponibles actualizaciones en el grupo que estaba analizando los datos finales desde el Tevatrón. Todo esto continuó para resaltar y estrechar la misma región de 125 GeV, que estaba mostrando características interesantes.
El 2 de julio de 2012, la colaboración del ATLAS publicó análisis adicionales de sus datos de 2011, excluyendo los rangos de masas del bosón desde 111,4 GeV a 116,6 GeV, 119.4 GeV a 122.1 GeV, y 129.2 GeV a 541 GeV. Observaron un exceso de eventos correspondiente a las hipótesis de masas del bosón de Higgs de alrededor de 126 GeV con un significado local de sigma 2,9.
En la misma fecha, las colaboraciones del DØ y el CDF anunciaron más análisis, que aumentaron su confianza. El significado de los excesos de energías entre 115–140 GeV se cuantificó como de desviaciones estándar de 2,9, correspondiente a una probabilidad de 1 en 550 de ser debido a una fluctuación estadística. Sin embargo, esto todavía quedó lejos de la confianza de sigma 5. Por tanto, los resultados de los experimentos LHC son necesarios para establecer un descubrimiento. Ellos excluyen los rangos de la masa de Higgs de 100–103 y 147–180 GeV.

### Se descubre un nuevo bosón
En una nota interna del CERN, del 21 de abril de 2011, se contextualizaba el rumor de que los físicos del LHC habían detectado por primera vez el bosón de Higgs.
La nota interna habla de la observación de una resonancia en los 125 GeV, justo la clase de fenómeno que se esperaría detectar si se hubiera encontrado un bosón de Higgs en ese rango de energía. Sin embargo, el elevado número de eventos observados, hasta treinta veces más de los predichos en el modelo estándar de física de partículas, sorprendía a los propios investigadores.
A finales de 2011, dos de los experimentos llevados a cabo en el LHC aportaron indicios de la existencia del bosón.
El 22 de junio de 2012 el CERN anunció un seminario cubriendo las conclusiones provisionales para ese mismo año,
y poco después comenzaron a difundirse, en los medios de comunicación, rumores de que esto incluiría un anuncio importante, pero no estaba claro si se trataba de una señal más fuerte o de un descubrimiento formal.
El 4 de julio de 2012 fueron presentados por el CERN, con la presencia de varios científicos, incluyendo al propio teórico del tema Peter Higgs, los resultados preliminares de los análisis conjuntos de los datos tomados por el LHC en 2011 y 2012 en los dos principales experimentos del acelerador (ATLAS y CMS). El CMS anunció el descubrimiento de un bosón con masa 125.3 ± 0.6 GeV/c2 a una significación estadística de sigma 4,9, y el ATLAS de un bosón con masa 126.5 GeV/c2 de sigma 5. Esto cumple con el nivel formal necesario para anunciar una nueva partícula que es "consistente con" el bosón de Higgs.
El estudio de las propiedades y características de la nueva partícula necesita aún más tiempo para poder confirmar si realmente se trata del bosón de Higgs del modelo estándar o uno de los bosones de Higgs que predicen las teorías supersimétricas o si se trata de una nueva partícula desconocida. Se espera que los datos recopilados en el Gran Colisionador de Hadrones del CERN puedan esclarecer la naturaleza de este nuevo bosón.
En recientes conferencias, los datos estudiados arrojan más luz sobre la naturaleza del bosón y, al menos de momento, confirman que se trata de un bosón de Higgs aunque habrá que esperar para saber cuál es.

## Propiedades

Resumen de las interacciones entre las partículas del modelo estándar.

Muchas de las propiedades del bosón de Higgs, como se describe en el modelo estándar, están totalmente determinadas. Como su nombre indica, es un bosón, tiene espín 0 (lo que se denomina un bosón escalar). No posee carga eléctrica ni carga de color, por lo que no interacciona con el fotón ni con los gluones. Sin embargo interacciona con todas las partículas del modelo que poseen masa: los cuarks, los leptones cargados y los bosones W y Z de la interacción débil. Sus constantes de acoplamiento, que miden cuán intensa es cada una de esas interacciones, son conocidas: su valor es mayor cuanto mayor es la masa de la partícula correspondiente. En la versión original del modelo estándar, no se incluía la masa de los neutrinos ni, por tanto, una interacción entre estos y el Higgs. Aunque esta podría explicar la masa de los neutrinos, en principio su origen puede tener una naturaleza distinta. El bosón de Higgs es además su propia antipartícula.
El modelo estándar no predice sin embargo la masa del Higgs, que ha de medirse experimentalmente; tampoco el valor de algunos parámetros que dependen de esta: las constantes de acoplamiento del Higgs consigo mismo –que miden cuan intensamente interaccionan dos bosones de Higgs entre sí– o su vida media. En primera aproximación, la masa del Higgs puede tomar cualquier valor. Sin embargo la consistencia matemática del modelo estándar impone cotas inferiores entre 85 y 130 GeV/c2, y cotas superiores entre 140 y 650 GeV/c2. Los experimentos llevados a cabo en los aceleradores LEP y Tevatron, y posteriormente en el LHC, han impuesto cotas experimentales para el valor de la masa del Higgs –siempre asumiendo el comportamiento del modelo estándar–. En julio de 2012 los dos experimentos del LHC efectuando búsquedas del Higgs, ATLAS y CMS, presentaron resultados que excluyen valores de la masa fuera del intervalo entre 123–130 GeV/c2 según ATLAS, y 122,5–127 GeV/c2 según CMS (ambos rangos con un 95% de nivel de confianza). Además, anunciaron el descubrimiento de un bosón con propiedades compatibles con las del Higgs, con una masa de aproximadamente 125–126 GeV/c2. Su vida media con esa masa sería aproximadamente 10−22 s, una parte en diez mil trillones de un segundo.

### Alternativas
Desde los años en los que fue propuesto el bosón de Higgs han existido muchos mecanismos alternativos. Todas las otras alternativas usan una dinámica que interactúa fuertemente para producir un valor esperado del vacío que rompa la simetría electrodébil. Una lista parcial de esos mecanismos alternativos es:
- Technicolor;[46] es la clase de modelo que intenta imitar la dinámica de la fuerza fuerte como camino para romper la simetría electrodébil.
- El modelo de Abbott-Farhi; de composición de los bosones de vectores W y Z.[47]
- Condensados de quarks top.

## Literatura, ficción y música
- A partir de la publicación del libro de divulgación científica La partícula de Dios: si el universo es la respuesta, ¿cuál es la pregunta? de Leon Lederman,[6] en la cultura popular, el bosón de Higgs es llamado a veces "la partícula de Dios",[7] aunque prácticamente todos los científicos, incluyendo Peter Higgs, lo consideran una exageración sensacionalista.[48][8][9][49] En la película Ángeles y demonios, basada en el libro del mismo nombre (del autor Dan Brown), se menciona al bosón de Higgs de dicha forma.
- En la película Solaris protagonizada por George Clooney y Natascha McElhone se teoriza que los visitantes que materializan el océano viviente del planeta estarían formados por partículas subatómicas estabilizadas por un campo de Higgs.
- En el libro de ciencia ficción Flashforward, escrita por Robert J. Sawyer (1999), dos científicos desatan una catástrofe a nivel mundial mientras tratan de encontrar el esquivo bosón de Higgs.
- En el capítulo 21 de la 5.ª temporada (The Hawking Excitation) de la serie The Big Bang Theory, Sheldon Cooper cree haber descubierto una prueba de la existencia del bosón de Higgs.
- En la serie española El barco, el Gran Colisionador de Hadrones (LHC) del CERN en Ginebra, Suiza provoca, tras su puesta en marcha, el hundimiento de los continentes, dejando como únicos supervivientes a los tripulantes de Estrella Polar y con una sola esperanza de vida que se sitúa en un pequeño trozo de tierra perdido en la cara este del planeta.
- El grupo musical madrileño Aviador Dro en su disco editado en junio de 2012 y titulado La Voz de la Ciencia dedican un tema al Bosón de Higgs.
- El artista gallego Iván Ferreiro en su último disco publicado en 2013 y con título "Val Miñor-Madrid: Historia y cronología del mundo" dedica un tema al famoso Bosón de Higgs.
- En uno de los episodios de Los Pingüinos de Madagascar, se hace referencia a dicho Bosón. Kowalski, uno de los integrantes dice que "Solo hay una como esa en todo el universo", y la utiliza para clonar dodos.
- El artista australiano Nick Cave titula una de sus canciones Higgs Boson Blues en su disco Push the Sky Away, del 2013.
- BOSÓN D´HIGGS es una banda de Rock Vocal Neopsicodélico formada en Cuenca-Ecuador en 2014.  Actualmente sus integrantes son Esteban Cañizares (Voces, Guitarras, Composiciones y Arreglos Vocales), Paul Galán (Guitarras, Voces y Arreglos), Fernando Marín (Baterías y Percusiones), Danny Galán (Bajo, Voces y Arreglos) y Jorge Pezantes (teclados y arreglos).
- La serie alemana original de Netflix Dark utiliza el bosón de Higgs como un dispositivo argumental que, tras su descubrimiento y estabilización, permite a los protagonistas viajar en el tiempo.
- Uno de los antagonistas del videojuego The Death Stranding se hace llamar Higgs y dice ser la partícula divina ya que es capaz de controlar y crear entes de otra dimensión a voluntad,aparte de ser capaz de moverse entre dicha dimensión y la que sería la nuestra.
- En la serie de manga japonés Dr. Stone, se hace mención del campo de Higgs para explicar el funcionamiento de los dispositivos petrificadores o "Medusas". En el se explica que la petrificación sucede cuando los seres humanos entran en contacto con las ondas de estos aparatos capaces de modificar el campo de Higgs.
- En la serie de manga japonés Knights of Sidonia, se utilizan las partículas de Higgs como fuente principal de energía para los robots gigantes o mechas que defienden la humanidad de su antagonista.